# Северный корпус Харьковского университета
Северный корпус Харьковского университета (до того — Дом Кооперации) — одно из зданий университетского комплекса Харьковского национального университета, располагающегося на центральной площади Харькова — Площади Свободы (до 1996 года — «Площадь Дзержинского»). Одна из трёх Харьковских высоток.

## История строительства
Строительство началось в 1929 году. Архитекторами были академик Александр Иванович Дмитриев и Оскар Рудольфович Мунц. Предполагалось, что здание будет построено в стиле конструктивизма, однако не из железобетона, как остальные Харьковские высотки, а из кирпича, что сильно увеличило сроки возведения. Работы первой очереди были завершены в 1931 году.
Изначально планировалось, что в здании будет размещён Дом правительства Украины, однако затем оно было передано центру управления сельским хозяйством Украины. В 1934 году, в связи с переносом столицы УССР в Киев, недостроенное здание было передано Военно-хозяйственной академии.
К началу Великой Отечественной войны строительство было завершено только на одну треть (были построены только боковые крылья). Вследствие боевых действий здание не получило серьёзных повреждений.
После окончания войны работы над зданием были возобновлены. Согласно проекту, в итоге, здание должно было иметь центральную 12-этажную башню, имеющую металлический каркас и два боковых 8-этажных корпуса, стены которых были выполнены из кирпича. Строительство велось до 1954 года по проекту архитекторов П. Е. Шпары, Н. П. Евтушенко, Н. А. Линецкого в стиле сталинского неоренессанса.
17 ноября 2010 года рядом с Северным корпусом были открыты памятники историку Дмитрию Ивановичу Багалею и математику Александру Михайловичу Ляпунову, в разное время работавшим в Харьковском университете.
11 декабря 2012 на крыше Северного корпуса была открыта солнечная электростанция, которая должна будет частично обеспечивать электроэнергией университет.

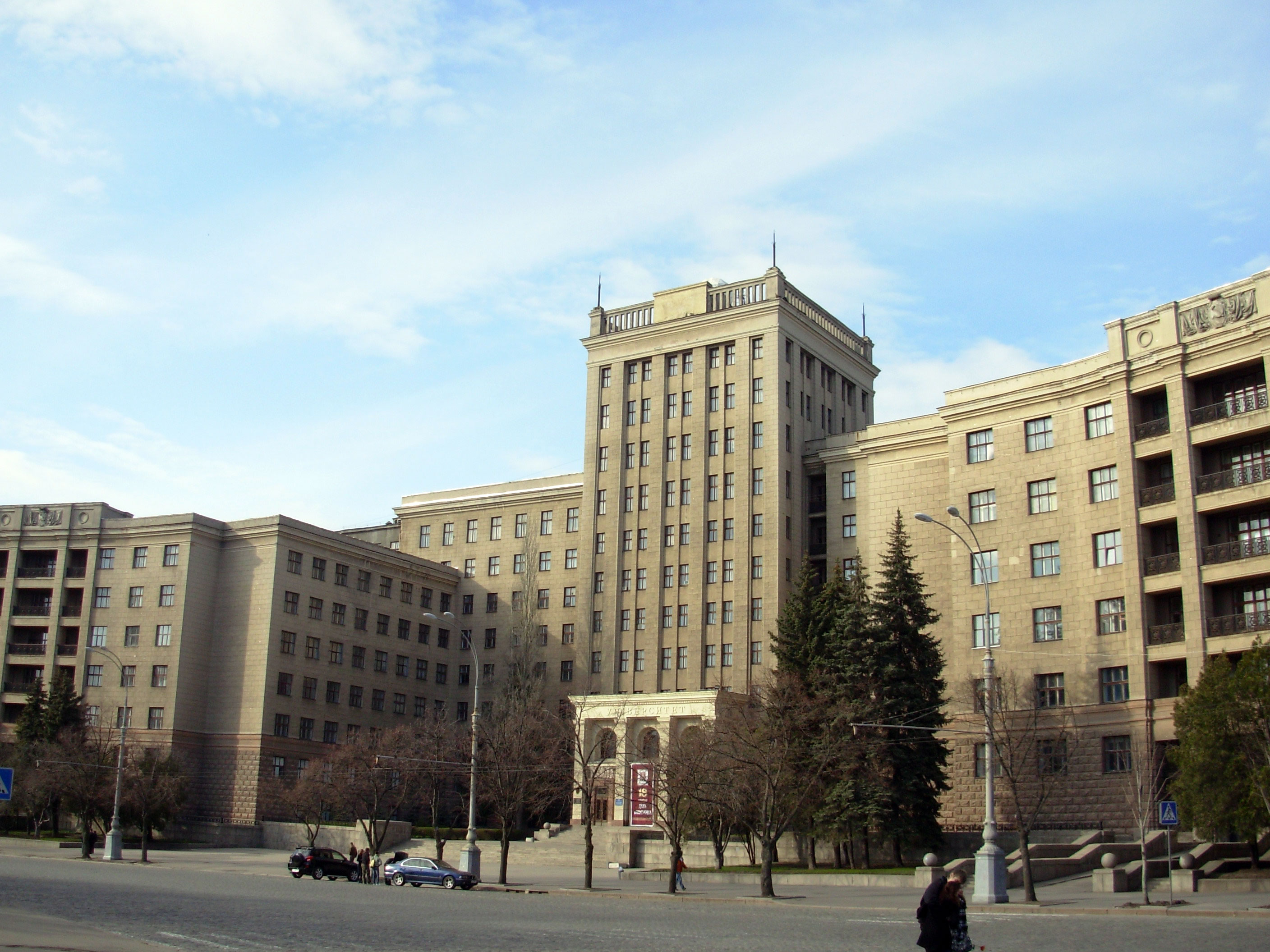
Северный корпус университета, 2007 год
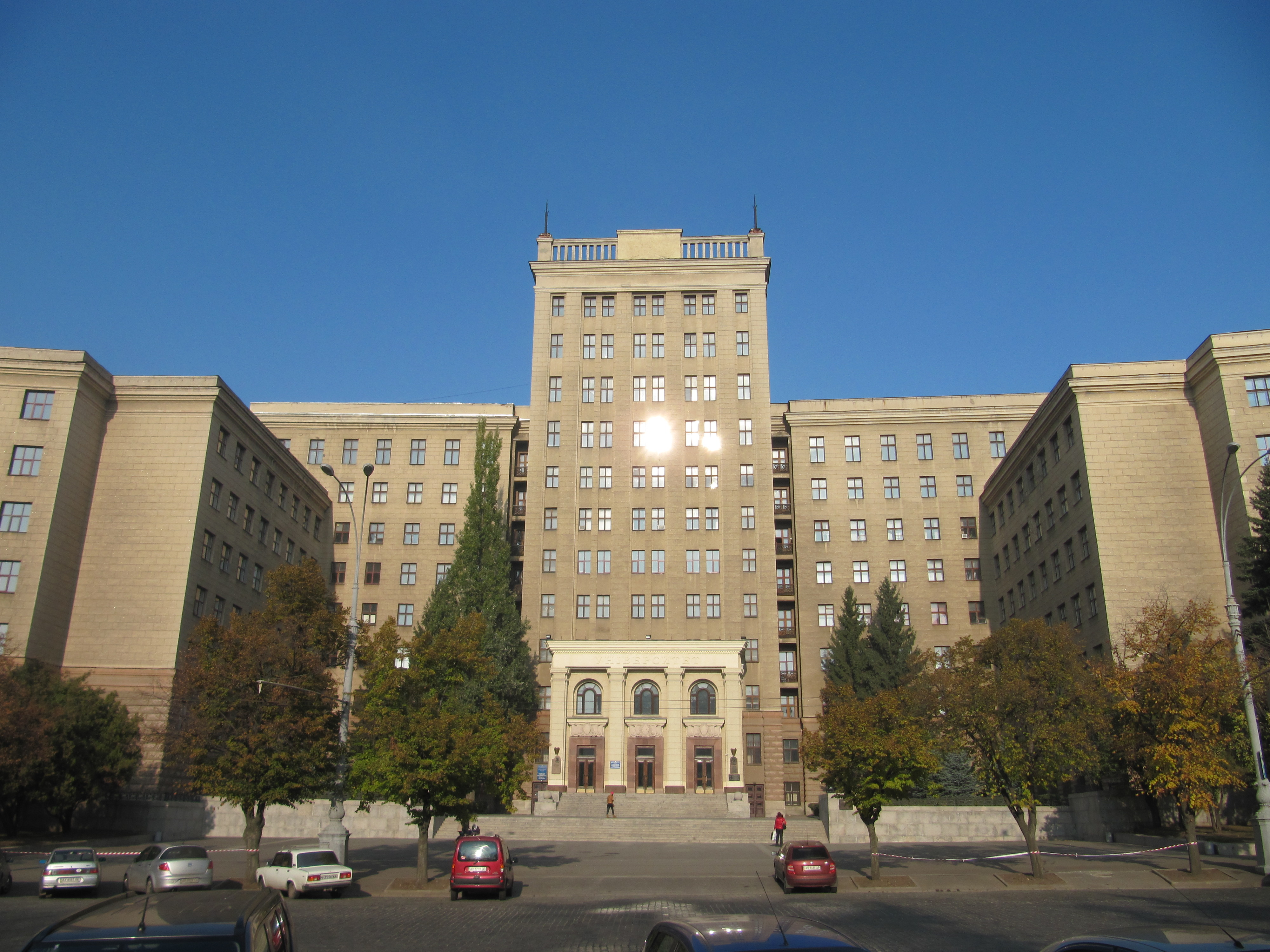
Северный корпус университета, 2011 год
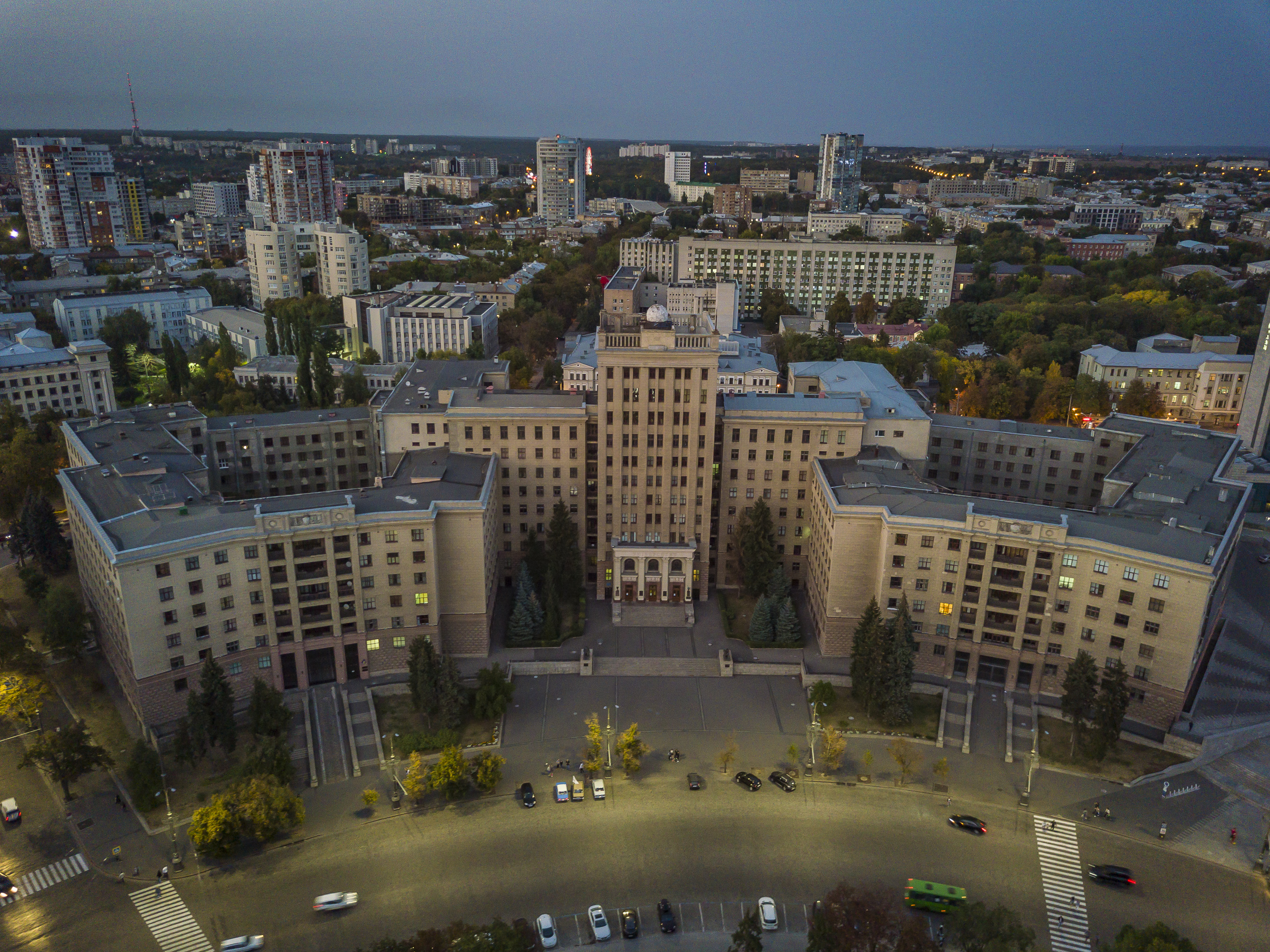
Общий вид, 2020 год

## Использование
- Изначально планировалось разместить в этом здании Дом Правительства УССР, однако оно было передано Управлению Сельского Хозяйства.
- В 1934 году, в связи с передачей статуса столицы республики Киеву, здание было передано Военно-хозяйственной академии (впоследствии — Военная инженерная академия ПВО имени Говорова).
- В 1996 году ВИРТА была реорганизована в Харьковский военный университет.
- В 2004 году Военный университет был ликвидирован и здание было передано Харьковскому национальному университету. Здесь расположилось несколько его факультетов, в частности Компьютерных наук, Медицинский, Физико-энергетический, Философский, Социологический и др.